# BK Azovmaš Mariupolj
Azovbasket ili Azovmash (ukr. БК Азовмаш Маріуполь ) je košarkaški klub iz ukrajinskog grada Marioupolja.

## Uspjesi
FIBA Regional Challenge - konferencija Sjever
- Pobjednik: 2003.

FIBA Eurokup
- Finalist: 2007.

Prvenstvo Ukrajine
- Prvak: 2003., 2004., 2006.
- Doprvak: 2005.

Kup Ukrajine
- Pobjednik: 2002., 2006.

## Legende
- Jermaine Jackson
- Robert Gulyas

## Poveznice
www.btazovmash.com